# دملوق
دُمْلُوق (الاسم العلمي: Vismia)، جنس نباتات مُزهرة من فصيلة العرنية. هي تتكون من أشجار صغيرة وشجيرات توجد في المناطق المدارية وشبه الاستوائية في إفريقيا وأمريكا الوسطى وأمريكا الجنوبية.